# حسین نخودکار
حسین نخودکار (زادهٔ ۵ اسفند ۱۳۸۰ در کرج) بازیکن فوتبال اهل ایران است که در پست هافبک برای فجرسپاسی بازی می‌کند.